# 点灯
| ウィキペディアには「点灯」という見出しの百科事典記事はありません（タイトルに「点灯」を含むページの一覧/「点灯」で始まるページの一覧）。 代わりにウィクショナリーのページ「点灯」が役に立つかもしれません。 |